# Мраморное (Чуйская область)
Мраморное — село в Аламудунском районе Чуйской области Кыргызстана, административный центр Ала-Арчинского аильного округа. Код СОАТЕ — 41708 203 805 01 0.
Название села происходит от сорта арбуза "мраморный", который возделывался в этой местности почти с самого начала образования.

## Население
По данным переписи 2009 года, в селе проживало 2499 человек.